# 15555 Luochihi
15555 Luochihi eller 2000 FD49 är en asteroid i huvudbältet som upptäcktes den 29 mars 2000 av LINEAR i Socorro County, New Mexico. Den är uppkallad efter Luo Chih-I.
Asteroiden har en diameter på ungefär 6 kilometer och den tillhör asteroidgruppen Eos.